# Christkönig (Uetersen)

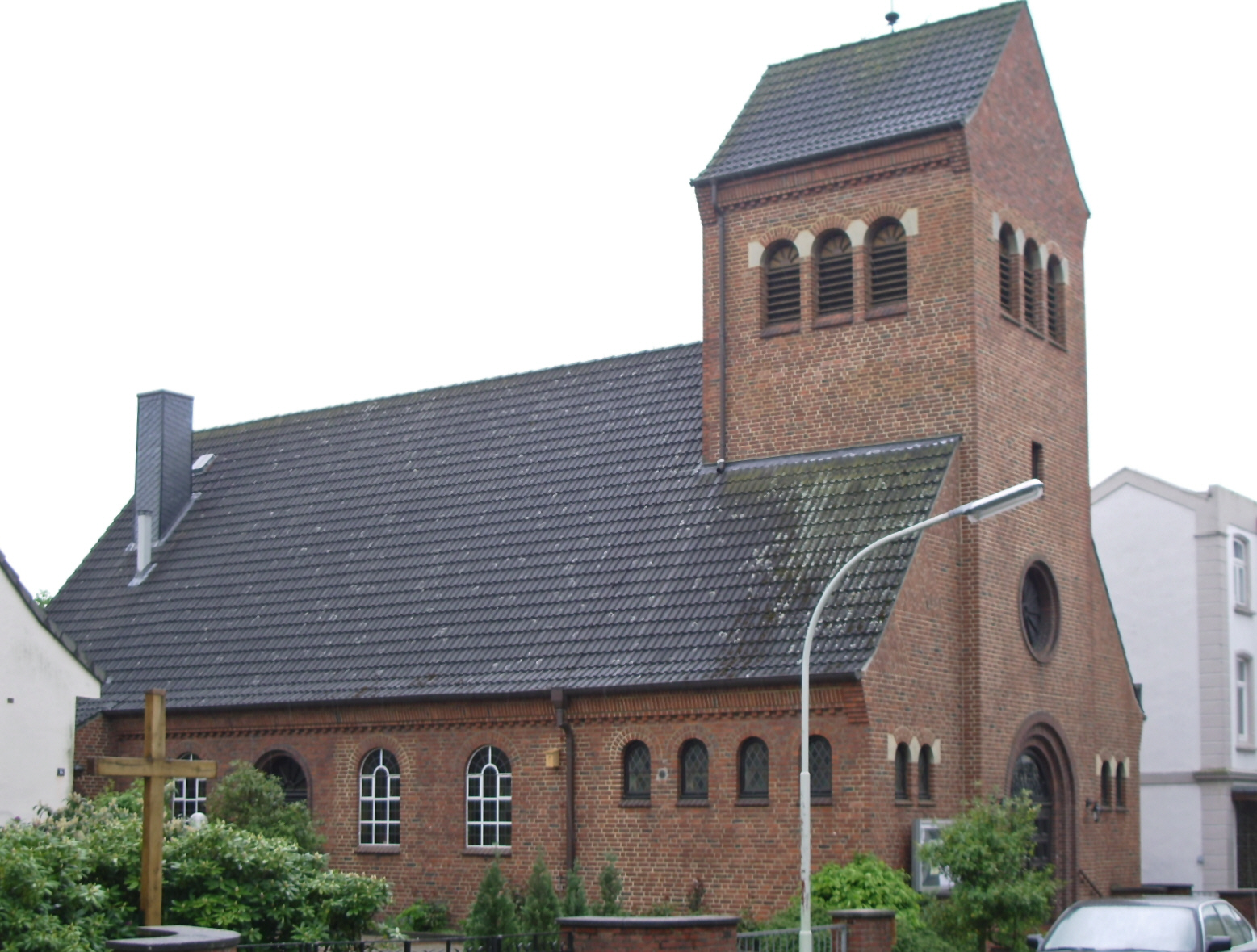
Christkönigskirche (2005)

Christkönig ist die römisch-katholische Kirche in Uetersen, einer Stadt im Kreis Pinneberg in Schleswig-Holstein. Die Kirche trägt das Patrozinium Christus König und ist eine Filialkirche der Pfarrei Hl. Martin mit Sitz in Elmshorn im Erzbistum Hamburg.

## Geschichte
Uetersen war zwar königlicher Anteil des Herzogtums Holstein, lag jedoch umschlossen von der Grafschaft Holstein-Pinneberg und unterstand kirchlich dem Erzbistum Bremen. Da der Graf bei der alten Lehre blieb, während im Herzogtum bereits 1542 die Reformation eingeführt worden war, verweigerten sich die Nonnen im Kloster Uetersen der lutherischen Lehre. Daraufhin verjagte König Christian III. 1555 den katholischen Geistlichen und setzte die Reformation durch. Dadurch wurden die Bevölkerung von Uetersen sowie das Kloster lutherisch.
Katholiken ließen sich erst wieder ab 1885 in Uetersen nieder. In einem Privathaus fand am 30. März 1902, am Ostersonntag, die erste Heilige Messe statt. Uetersen gehörte damals zur Apostolischen Präfektur Schleswig-Holstein.
1919 wurde in der Sophienstraße ein Grundstück für den Bau einer katholischen Kapelle erworben. Ihre Grundsteinlegung fand am 17. November 1929 statt, und bereits am 30. März 1930 folgte die feierliche Einweihung. Am 1. September 1930 wurde die Apostolische Präfektur Schleswig-Holstein, zu der Uetersen gehörte, in das Bistum Osnabrück eingegliedert.
Im Zuge der Flucht und Vertreibung Deutscher aus Mittel- und Osteuropa 1945–1950 war die Zahl der Katholiken in Uetersen so stark angestiegen, dass Uetersen am 15. Oktober 1945 mit Pastor Johannes Maurer einen eigenen Geistlichen bekam. Am 1. April 1946 wurde Uetersen ein selbständiger Seelsorgebezirk.
Die Kapelle war nun zu klein geworden, am 9. Juli 1950 wurde der Grundstein für die heutige Kirche gelegt. Bereits am 13. Dezember 1950 erfolgte ihre Einweihung. Das bisherige Gotteshaus wurde zu einer Schwesternstation und einem Kindergarten umgebaut.
1994 trat Osnabrück die Kirchengemeinden in Schleswig-Holstein an das neu gegründete Erzbistum Hamburg ab. Zum 1. April 2005 wurden die bisherigen Pfarreien Christ König in Uetersen und Unbeflecktes Herz Mariens in Wedel aufgehoben und zur neuen Pfarrei Heilig Geist Wedel zusammengeschlossen. Dadurch wurde die Christkönigskirche zur Filialkirche.
Zum 1. Januar 2017 wurde durch das Erzbistum Hamburg das Dekanat Itzehoe, zu dem die Christkönigskirche gehörte, aufgelöst und der neugegründeten Region Schleswig-Holstein angeschlossen.
Am 21. Oktober 2018 wurde die heutige Pfarrei Heiliger Martin errichtet, zu der neben der Christkönigskirche in Uetersen auch die Kirchen Mariä Himmelfahrt in Elmshorn, Herz Jesu in Halstenbek, St. Michael in Pinneberg, Maria Hilfe der Christen in Quickborn und Unbeflecktes Herz Mariens in Wedel gehören.

## Architektur und Ausstattung
Die Kirche steht auf dem Grundstück Sophienstraße 12. Die Kirche und ihr Turm, der aus dem Nordgiebel herausragt, sind mit Satteldächern eingedeckt. Das Gotteshaus wird durch ein Portal an der Nordseite erschlossen, über dem eine Fensterrose eingelassen ist.
Die heutige Innengestaltung erfolgte 2014/15 durch den Architekten Dirk Buddelmann aus Elmshorn. Der eingezogene Altarraum wird durch ein Hängekreuz dominiert. Der Tabernakel hat in einer Nische neben dem Altarraum seinen Platz. Auf der gegenüberliegenden Seite befindet sich eine kleine Marienkapelle. An den Seitenwänden des Kirchenschiffs hängen die Kreuzwegstationen.
Eine weitere katholische Einrichtung in Uetersen ist die neben der Kirche gelegene Kindertagesstätte St. Ludgerus, die nach dem heiligen Missionar Liudger benannt ist.